# 国家機密
国家機密（こっかきみつ）とは、法律に基づき政府が公表しない事実や情報を指す。軍の戦略や、外交の手の内は、言論の自由のある国でも国家機密にするが、独裁体制や一党独占の国では権力者が己の地位を維持し、または自身に不都合な情報を隠蔽する目的で、国家機密を濫用している場合が少なくない。

## 日本における事例
戦後日本においては、国家機密を直接保護する法律の整備は必ずしも積極的には図られなかった。公務員の守秘義務および民間企業の就業規則（個人情報の保護など）だけでは、スパイによる機密漏洩に対応できないとして、保守系を中心に必要論が根強く主張されたものの、戦前において横行した言論統制に対する警戒や、憲法上保障されている知る権利との問題から、機密保護法制強化に対する反発もまた根強かった。2013年の第185回国会で「特定秘密の保護に関する法律案」（特定秘密保護法案）が第2次安倍内閣によって提出され、同年12月6日に成立した。

### 終戦時の焼却
第二次世界大戦の終結直後に大量の軍事機密に関する書類が焼却されたほか、治安維持法に関連する内務省の書類も焼却が行われた。1945年9月26日、哲学者の三木清が豊多摩拘置所内で獄死。GHQは内務省に状況説明を求めたが、書類が焼失しており即答できず、改めて取りまとめが行われた記録が残る。

## 中華人民共和国の事例
中華人民共和国の「保守国家秘密法」では、国家機密の範囲を「国家に安全や利益に関する事柄で、法定の手続きで確定され、一定期間において、一定の範囲内の人員のみ限定して周知される事項」を定義されている（第2条）。ここでいう「法定の手続き」とは、国家保密工作部門が制定する「実施弁法」（第33条）および中央軍事委員会が制定する「人民解放軍保密条例」におよび条例（第34条）だと思われる。
前者の「実施弁法」では、第4条において具体的な範囲が列記されているが、国家秘密が広範囲にわたっており、「経済利害を損なう」ことも含まれている。また、省・直轄市や地区・市など地方政府の中にも国家保密局が設置され、さらに地方ごとの実施弁法まで存在する。そのため、これらの下部法は人権や知る権利との衝突を避けるため、範囲を限定しているとは言いがたい。
中華人民共和国では、政府幹部の身体に関する情報も国家機密とされており、胡錦涛の身長すら公表されていない。

## 中華民国(台湾)の事例
民主化以前は、戒厳令がしかれ、国家機密は現在よりも広範にわたっており、処罰も厳しかった。なお、2003年に現行の「国家機密保護法」と「政府資訊公開法」(情報公開法)が同時に制定、施行されている。

## 関連事項
- 秘密取扱者適格性確認制度
- アメリカ合衆国情報安全保障監督局
- ボーン・シークレット
- アネクドート：「『ブレジネフは馬鹿だ』と言った男が懲役10年になった。2年は要人侮辱罪で8年は国家機密漏洩罪」という有名なロシアジョークがある。